# Секуляризм
Секуляри́зм — концепция, согласно которой правительство и другие источники норм права должны существовать отдельно от любого типа религий. С одной стороны, секуляризм может означать свободу от религиозных законов и учений, и отсутствие принуждения к религиозному вероисповеданию со стороны государства и общества, которые должны быть нейтральными в вопросах религии. С другой стороны, секуляризм может означать концепцию о том, что деятельность людей, особенно политическая, должна быть основана на доказательствах и фактах и быть непредубеждённой вследствие религиозного вмешательства.
Современный секуляризм берёт начало в сочинениях античных философов, таких как Эпикур и Марк Аврелий, средневековых исламских и европейских мыслителей (Ибн Рушд, Марсилий Падуанский), философов эпохи Просвещения (Дидро, Вольтер, Джефферсон и др.).
Секуляризм не следует путать с атеизмом и индифферентизмом. Процесс секуляризма часто называют секуляризацией.

## Причина возникновения секуляризма
Считается, что «научное объяснение феноменов, которые когда-то приписывались сверхъестественным силам» и «устранения влияния организованной религии» из таких сфер человеческой деятельности, как медицина, образование и искусство, дало толчок к секуляризму. Кроме того, бытует мнение, что конечным толчком к стремительному росту светскости стали сами церкви общепризнанного христианства. Некоторые латиноамериканские теологи развили теологию освобождения, смешивая католицизм с революционным марксизмом.

## По странам

### Франция
Секуляризм во Франции берет начало в XVIII веке в годы борьбы с засильем католической Церкви. Принцип секуляризма закреплен в Конституции Франции. С конца XVIII столетия запрещено преподавание религии в начальной школе. Закон от 1881 года утверждает право на богохульство. В начале XXI века запрещено ношение в госучреждениях, включая школы, религиозных символов, таких как большого размера христианские кресты, еврейские кипы и мусульманские платки.
В связи с убийством Самюэля Пати министр образования Франции Жан-Мишель Бланке назвал секуляризм синонимом свободы и основой главных ценностей Французской республики, таких как свобода, равенство и братство.

### Великобритания
По данным статистики, в Великобритании «в XIX веке почти все супружеские пары вступали в церковный брак», однако в 1971 году в церкви венчалось лишь 60 % молодых, а в 2000 году — всего 31 %.

### Комментарии
1. ↑  Законом разрешено поносить и оскорблять любую религию, но запрещено вызывать вражду к верующим[3].

### Сноски
1. ↑  Kosmin, Barry A. Contemporary Secularity and Secularism. / Secularism & Secularity: Contemporary International Perspectives. Ed. Barry A. Kosmin and Ariela Keysar. Hartford, CT: Institute for the Study of Secularism in Society and Culture (ISSSC), 2007.
2. ↑  Еволюція релігійної філософії XX ст — Refine. Дата обращения: 11 января 2013. Архивировано 27 апреля 2012 года.
3. 1 2 3  The beheading of a teacher will harden France’s belief in secularism. Дата обращения: 19 октября 2020. Архивировано 19 октября 2020 года.
4. ↑  Ford, Caroline C. (2005), Divided houses: religion and gender in modern France, Cornell University Press, p. 6, ISBN 0801443679, Архивировано из оригинала 20 августа 2020, Дата обращения: 10 февраля 2012
5. ↑  France teacher attack: Suspect 'asked pupils to point Samuel Paty out' Архивная копия от 21 октября 2020 на Wayback Machine, BBC, 18.10.2020
6. ↑  God is Dead — Secularization in the West